# Herders Conversations-Lexikon

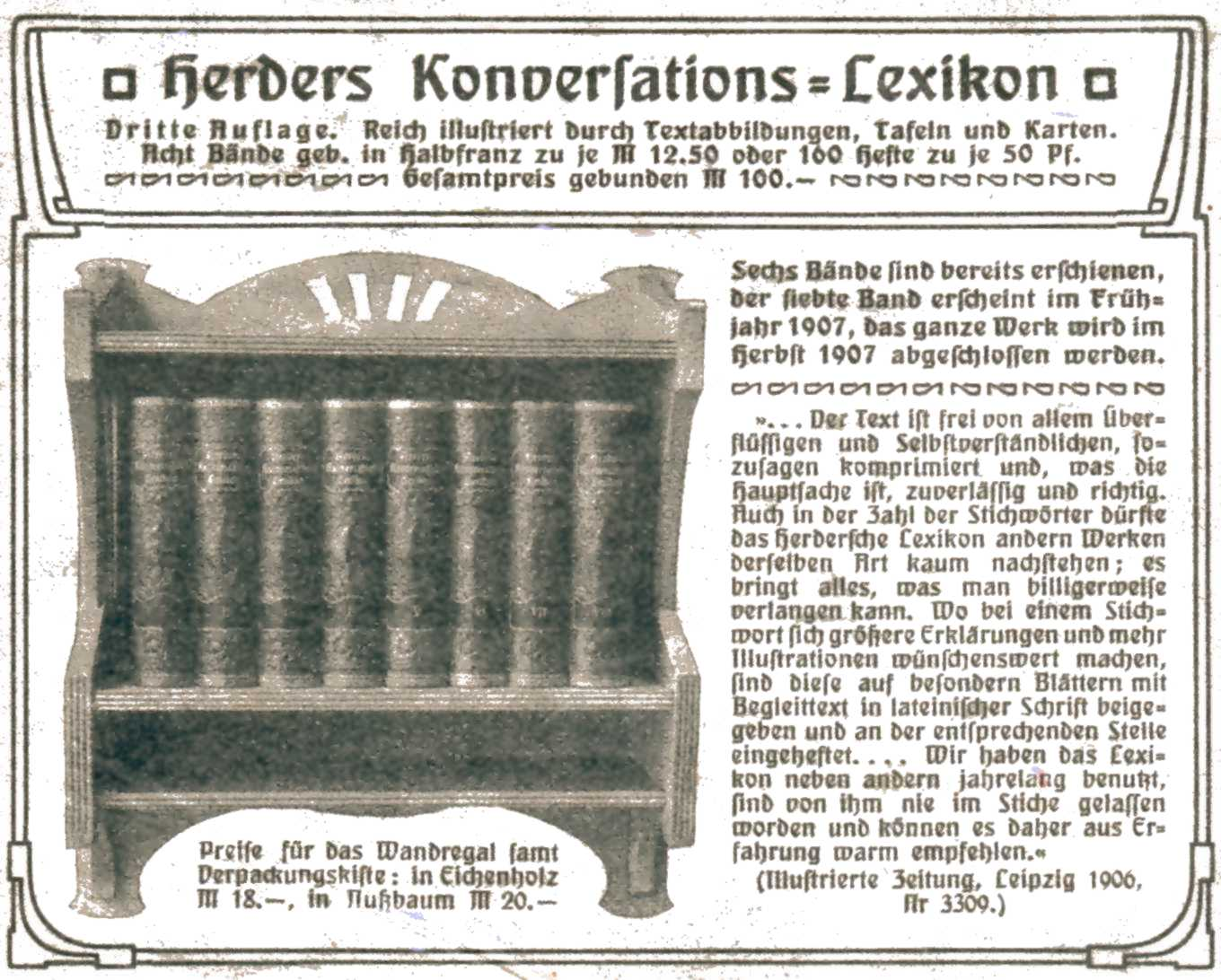
Werbung von 1906 für die 3. Auflage von acht Bänden (mit Wandregal in Eiche oder Nussbaum). Dieser Zettel wurde damals jeweils anderen Büchern des Verlages beigefügt.

Herders Conversations-Lexikon, später auch Herders Konversations-Lexikon (kurz: Herders Lexikon), ist eine ab 1854 von den beiden Söhnen Raphael und Benjamin des Verlagsgründers Bartholomä Herder (1774–1839) herausgegebene Enzyklopädie.

## Eine Vorarbeit: DieSystematische Bilder-Galerie
Der Herder Verlag in Freiburg (Breisgau) veröffentlichte zwischen 1825 und 1827 unter dem Titel Systematische Bilder-Galerie zur Allgemeinen deutschen Real-Encyclopädie den ersten Bildergänzungsband zu einem Konversationslexikon; er enthält rund 4.000 Abbildungen. Zum Vergleich: Das Brockhaus’ Conversations-Lexikon wurde erst sechs Jahrzehnte später bebildert: ab der 13. Auflage (1882–1887) durch Bildtafeln und ab der 14. Auflage (1892–1897) auch im Text.

## Die erste Auflage
Herders Conversations-Lexikon erschien zwischen 1854 und 1857 in Freiburg im Breisgau im Verlag Herder mit einem Umfang von fünf Bänden und rund 35.500 Hauptstichwörtern. Es war das vierte bedeutende Konversationslexikon des 19. Jahrhunderts, neben dem Brockhaus, Meyers Konversationslexikon und Pierers Universal-Lexikon der Gegenwart und Vergangenheit. Es wurde in einer – in der damaligen Zeit für ein Lexikon dieses Umfangs unerhört hohen – Auflage von 10.000 Exemplaren gedruckt, der mehrere Nachdrucke folgten.
Leiter der Redaktion war der Altphilologe, Historiker und Schriftsteller Johannes Bumüller. Herders Conversations-Lexikon war der nach den Kölner Wirren entstandenen Bewegung des Politischen Katholizismus verpflichtet, die nicht nur die Piusvereine für religiöse Freiheit und die Generalversammlungen des katholischen Vereins Deutschlands hervorbrachte, sondern auch zahlreiche Initiativen, um den Bildungsrückstand der Katholiken in Deutschland und in der Schweiz gegenüber den Protestanten aufzuholen.

## Spätere Auflagen vonHerders Conversations-Lexikon

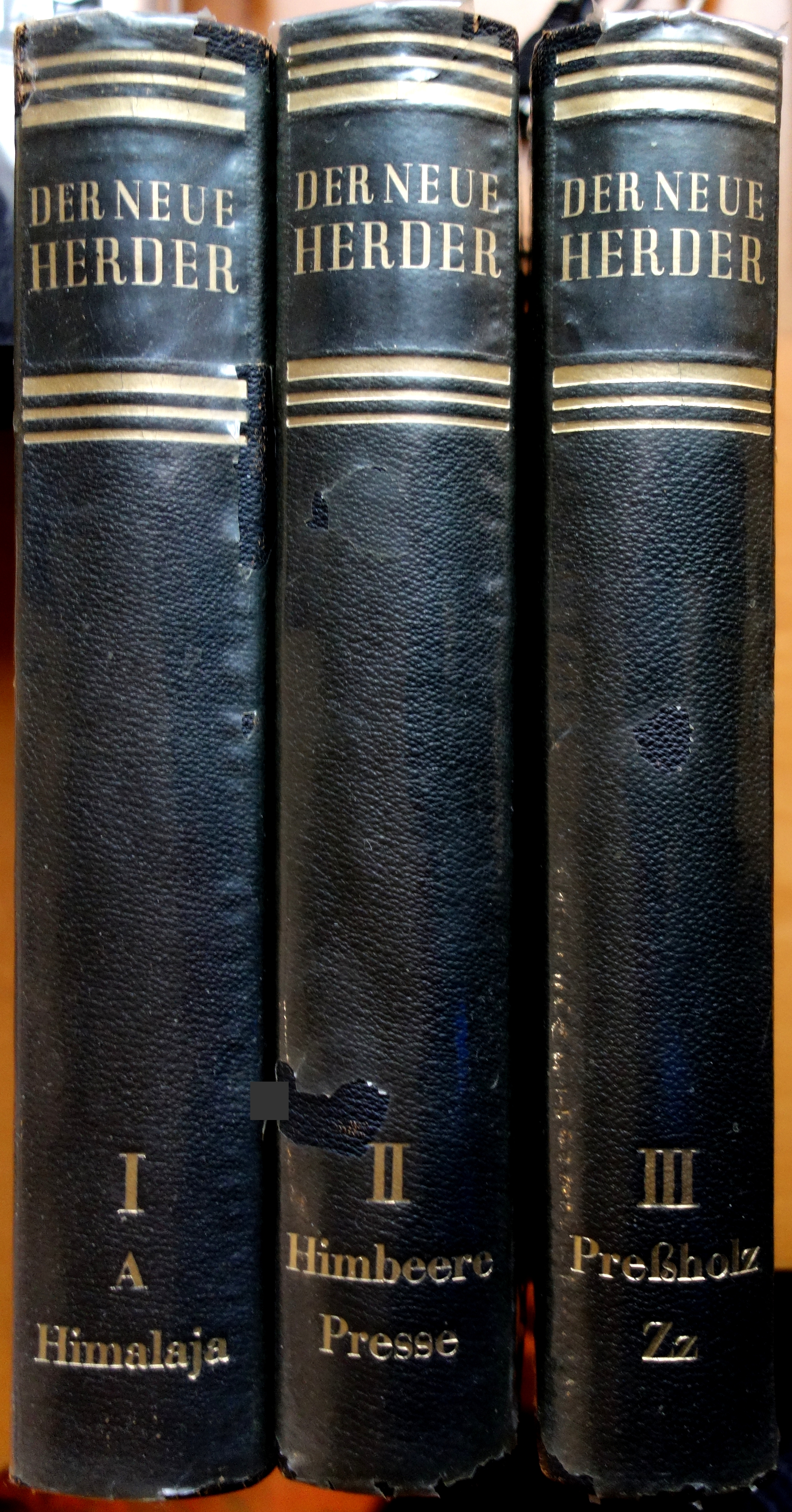
Neuer Herder dreibändig (1951)

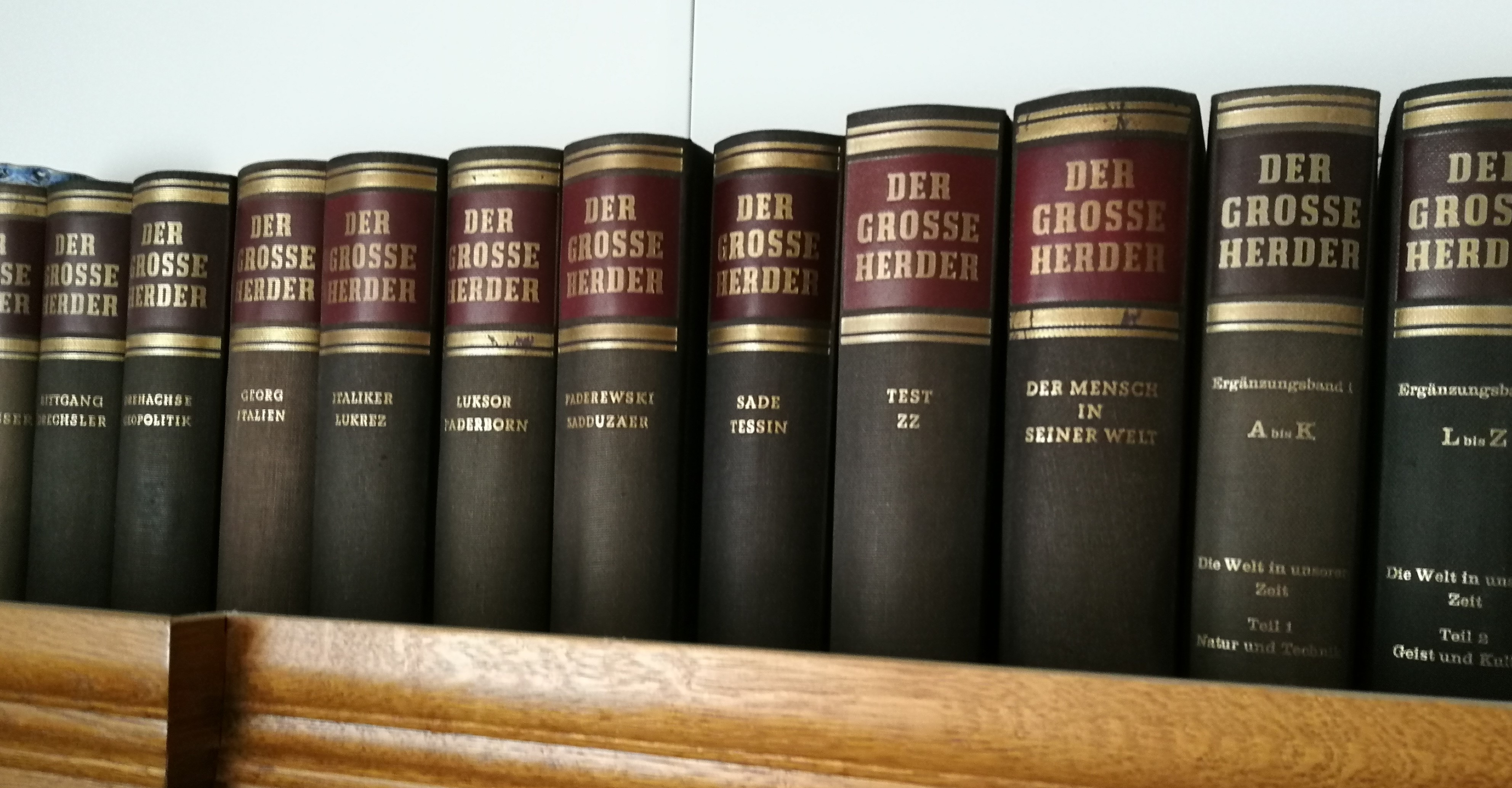
Der Große Herder von 1952 mit seinen 9 Bänden und 3 Zusatzbänden

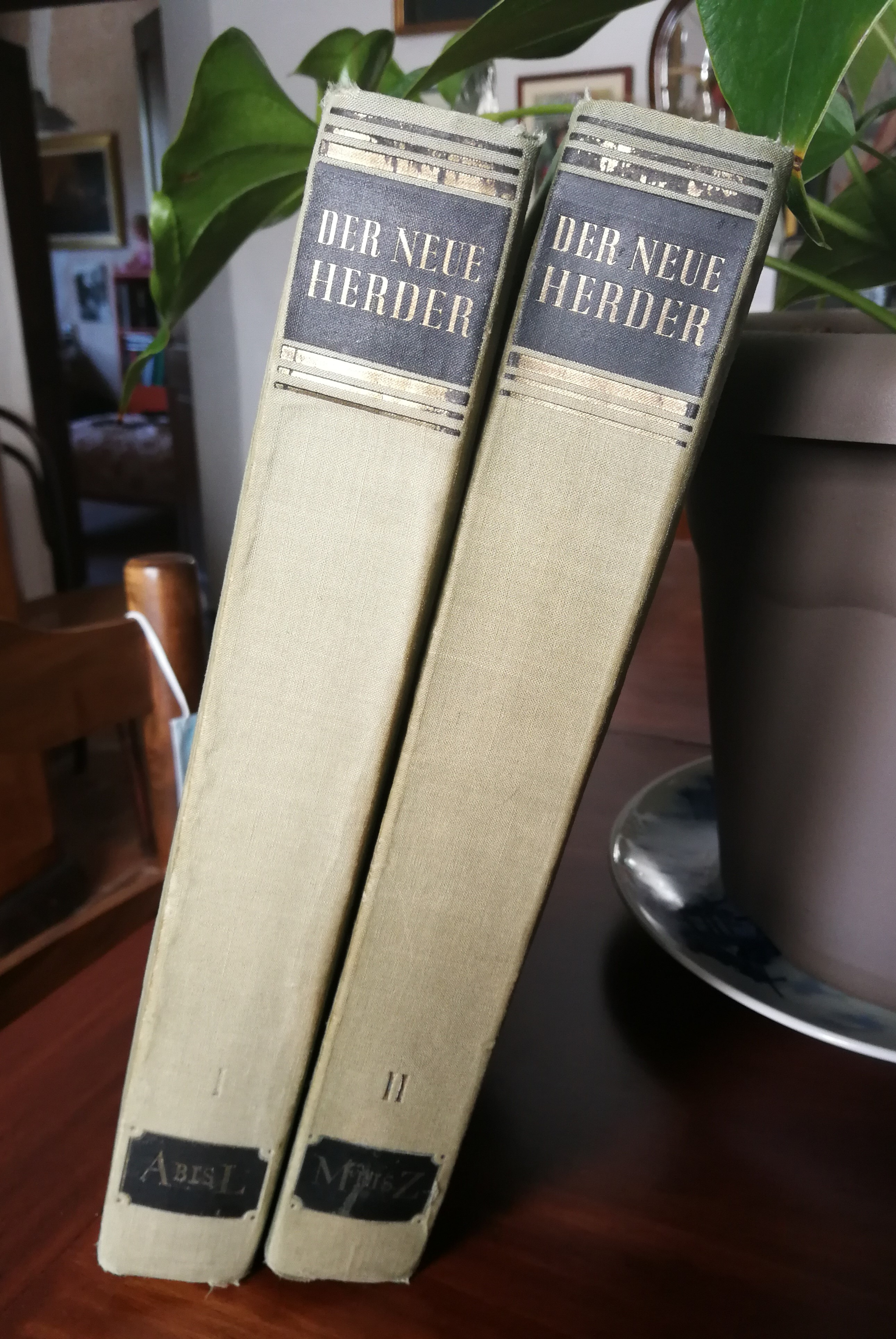
Die beiden Halbbände des Neuen Herder in der ersten Auflage von 1949

Die zweite Auflage von Herders Conversations-Lexikon erschien von 1875 bis 1879 in vier Bänden. Leiter der Redaktion waren Johannes Bumüller und der Theologe und Pädagoge Cornelius Krieg.
Die acht Bände umfassende, völlig neu bearbeitete dritte Auflage der Herderschen Verlagshandlung zu Freiburg im Breisgau erschien in den Jahren 1902 bis 1907 als Herders Konversations-Lexikon (geänderte Schreibweise infolge der Orthographischen Konferenz von 1901). Sie wurde durch drei von 1910 bis 1922 erschienene Ergänzungsbände (= Bände IX bis XI des Gesamtwerkes) aktualisiert. Chefredakteur war der Historiker Franz Meister (1847–1933). Beworben wurde das Lexikon um 1911 insbesondere mit den Vorzügen „Handlichkeit, Billigkeit, Vollständigkeit und Zuverlässigkeit“.
Herders Konversations-Lexikon fand seine Fortführung im Konversationslexikon Der Große Herder, das in der vierten Auflage ab 1931 und in der fünften Auflage ab 1952 erschien. 1925 erschien Der Kleine Herder in einem Band (zwei Halbbände), der neben Strichzeichnungen erstmals auch Autotypien im Text enthielt.  Zudem erschienen ab 1949 mehrere Auflagen der kompakteren Allgemeinenzyklopädie Der Neue Herder, die in ihrer ersten Auflage sogar teilweise in einem Telegrammstil verfasst war.